# Torre del Greco
Torre del Greco ist eine Stadt mit 80.069 Einwohnern (Stand 31. Dezember 2023) in der italienischen Metropolitanstadt Neapel, Region Kampanien.
Die Stadt ist bekannt für den hier hergestellten Korallenschmuck, der auch in einem eigenen Museum, dem Museo del Corallo im Istituto d'Arte (Kunstinstitut), ausgestellt wird. Schutzpatrone der Stadt sind Maria Immaculata und San Gennaro.

## Geographie

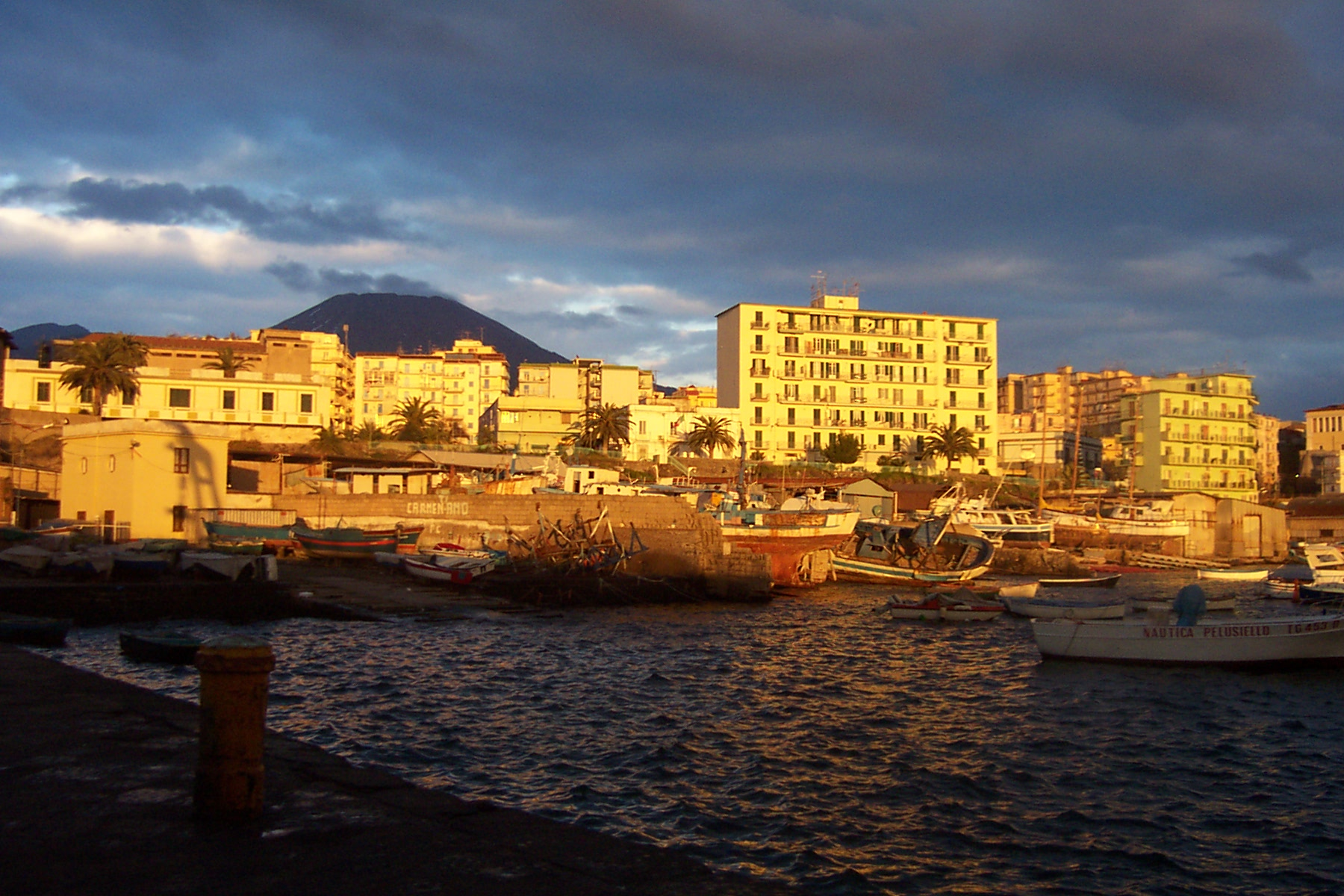
Torre del Greco

Der Ort liegt zwischen dem Vesuv und dem Golf von Neapel. Nachbargemeinden sind Boscotrecase, Ercolano, Torre Annunziata und Trecase.

## Städtepartnerschaften
- Montesarchio, Italien, seit 2008

## Söhne und Töchter der Stadt
- Francesco Albanese (* 1912, † 2005 in Rom), Opernsänger (Lyrischer Tenor)
- Raul Brancaccio (* 1997), Tennisspieler
- Antonio De Luca (* 1956), römisch-katholischer Bischof
- Valeria Parrella (* 1974), Romanautorin und Sprachwissenschaftlerin
- Valeria Pirone (* 1988), Fußballspielerin
- Massimo Rastelli (* 1968), Fußballspieler und -trainer
- Camilla Semino Favro (* 1986), Schauspielerin